# Pedicularis tenera
Pedicularis tenera är en snyltrotsväxtart som beskrevs av Hui Lin Li. Pedicularis tenera ingår i släktet spiror, och familjen snyltrotsväxter. Inga underarter finns listade i Catalogue of Life.